# Mendlik Lajos
Mendlik Lajos (Székesfehérvár, 1903. november 14. – Budapest, 1985. január 15.) festőművész, tanár. Mendlik Oszkár unokaöccse.

## Pályafutása
Mendlik Aladár (1877–1945) vasúti mérnök és Mangold Margit Mária (1877–1962) gyermekeként született. 1921 és 1925 között a Magyar Képzőművészeti Főiskolán tanult, ahol mesterei Bosznay István és Edvi Illés Aladár voltak. 1927-től állította ki képeit a Nemzeti Szalonban. Az 1953-ban életre hívott budapesti pedagógusok képzőművészeti stúdiójának egy alapító tagja, ezen tevékenységéért 1980-ban megkapta a “Kultúráért” díjat. Ugyancsak 1980-ban elnyerte a TOT-ösztöndíjat. Művésztelepen dolgozott Vörösberényben, Keszthelyen, Sopronban, Veszprémben, valamint Szigligeten. Négy évtizeden keresztül volt középiskolai művészettörténet- és rajztanár a budapesti Vörösmarty Mihály Gimnáziumban. Főként vízfestészettel foglalkozott.
Felesége Rehák Piroska Irma volt, Rehák Artúr és Schmelhegger Mária lánya, akivel 1933. március 26-án Budapesten kelt egybe. 1957-ben elváltak.

## Kiállításai

### Egyéni kiállításai
- 1975 • Fővárosi Művelődési Ház, Budapest
- 1976 • Csili Galéria, Budapest
- 1979 • Vízivárosi Galéria, Budapest
- 1984 • Fáklya Klub, Budapest
- 1986 • Pataky Művelődési Központ, Budapest • Galerie Baden-Baden, Baden-Baden
- 1987 • Liszt Ferenc Művelődési Ház, Sopron
- 1988 • Vörösmarty Színház Galéria, Székesfehérvár
- 1989 • G. Gaffelaer, Breda (NL)
- 1990 • Galerie Baden-Baden, Baden-Baden
- 1994 • Balatoni Múzeum, Keszthely, Erdős Renée Ház, Budapest Válogatott csoportos kiállítások

### Válogatott csoportos kiállításai
- 1947 • Pedagógus szakszervezet I. képzőművészeti kiállítása
- 1960–84 között • Fáklya Klub, Budapest
- 1980–85 • Metró Klub, Budapest (többször)
- 1981–82 • József Attila Kultúrház, Budapest
- 1976 • Art Gallery, Melbourne (AUS)
- 1989 • MCP Baráti Kör, Vigadó Galéria, Budapest

## Művei közgyűjteményekben
- Balatoni Múzeum, Keszthely
- Fővárosi Képtár, Budapest
- Hadtörténeti Múzeum, Budapest
- Szent István Király Múzeum, Székesfehérvár
- Klapka György Múzeum, Komárom
- Liszt Ferenc Múzeum, Sopron
- Magyar Nemzeti Galéria, Budapest